# Poecilipta janthina
Espèce
Poecilipta janthina est une espèce d'araignées aranéomorphes de la famille des Corinnidae.

## Distribution
Cette espèce est endémique du Queensland en Australie.

## Description
La femelle holotype mesure 4 mm.

## Publication originale
- Simon, 1896 : Descriptions d'arachnides nouveaux de la famille des Clubionidae. Annales de la Société Entomologique de Belgique, vol. 40, p. 400-422 (texte intégral).